# Harelbeke-Antwerpen-Harelbeke 1961
Harelbeke–Antwerpen–Harelbeke 1961 was de vierde editie van de wielerwedstrijd Harelbeke-Antwerpen-Harelbeke en werd verreden op 12 maart 1961. Het parcours was 201 km lang. Arthur Decabooter won de koers na een massasprint. De aankomst lag voor de eerste keer aan de Marktstraat.